# Polypodium cambricum
Polypodium cambricum — вид рослин родини багатоніжкові (Polypodiaceae). Видова назва походить від cambricum «Камбрія», латинська назва Уельсу.

## Морфологія
Папороть наземна, росте від 20 до 60 см заввишки, з пір'ястим листям. Листя яйцеподібно, овально або округло-трикутної форми, рідко більше, ніж у два рази довше ширини. Від 9 до 22 листків другого порядку овальні або довгасті, загострені, кромка дрібно-зубчаста. Листя відмирає навесні, нове листя утворюються восени. Соруси (кластери спор) довгасто-еліптичні, лежать між середньою жилкою і краєм листка. Соруси (кластери спор) стають жовтими взимку.

## Поширення, біологія
Країни поширення: Африка: Алжир. Азія: Кіпр; Ліван; Сирія; Туреччина. Кавказ: Грузію. Європа: Ірландія; Об'єднане Королівство; Швейцарія; Україна [вкл. Крим]; Албанія; Болгарія; Хорватія; Греція [вкл. Крит]; Італія [вкл. Сардинія, Сицилія]; Словенія; Франція [вкл. Корсика]; Португалія; Гібралтар; Іспанія. Росте на нейтральному і вапняному ґрунті в затінку, наприклад, лісових вапнякових скель і осипів, іноді верб і пнів.

## Галерея

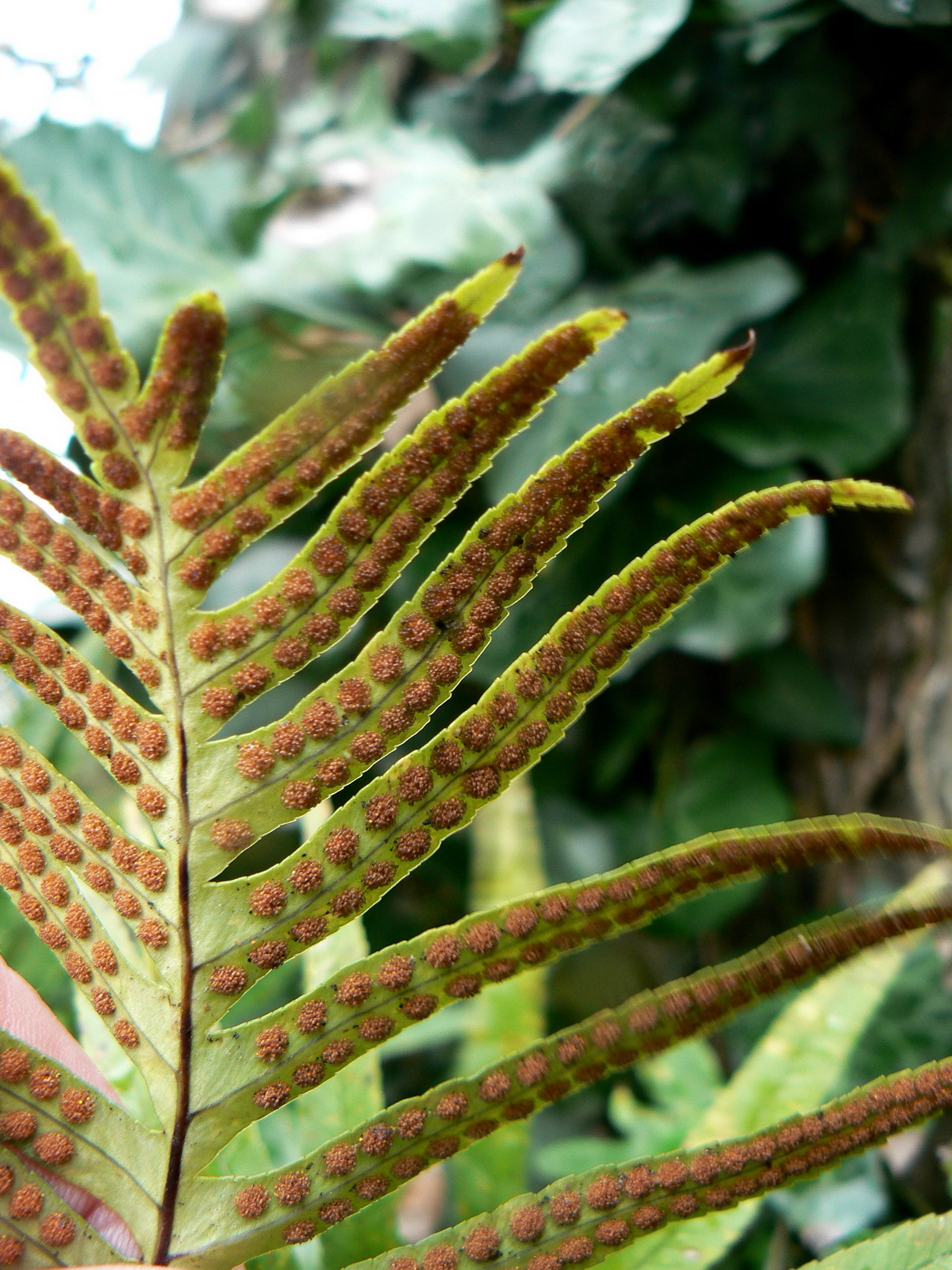
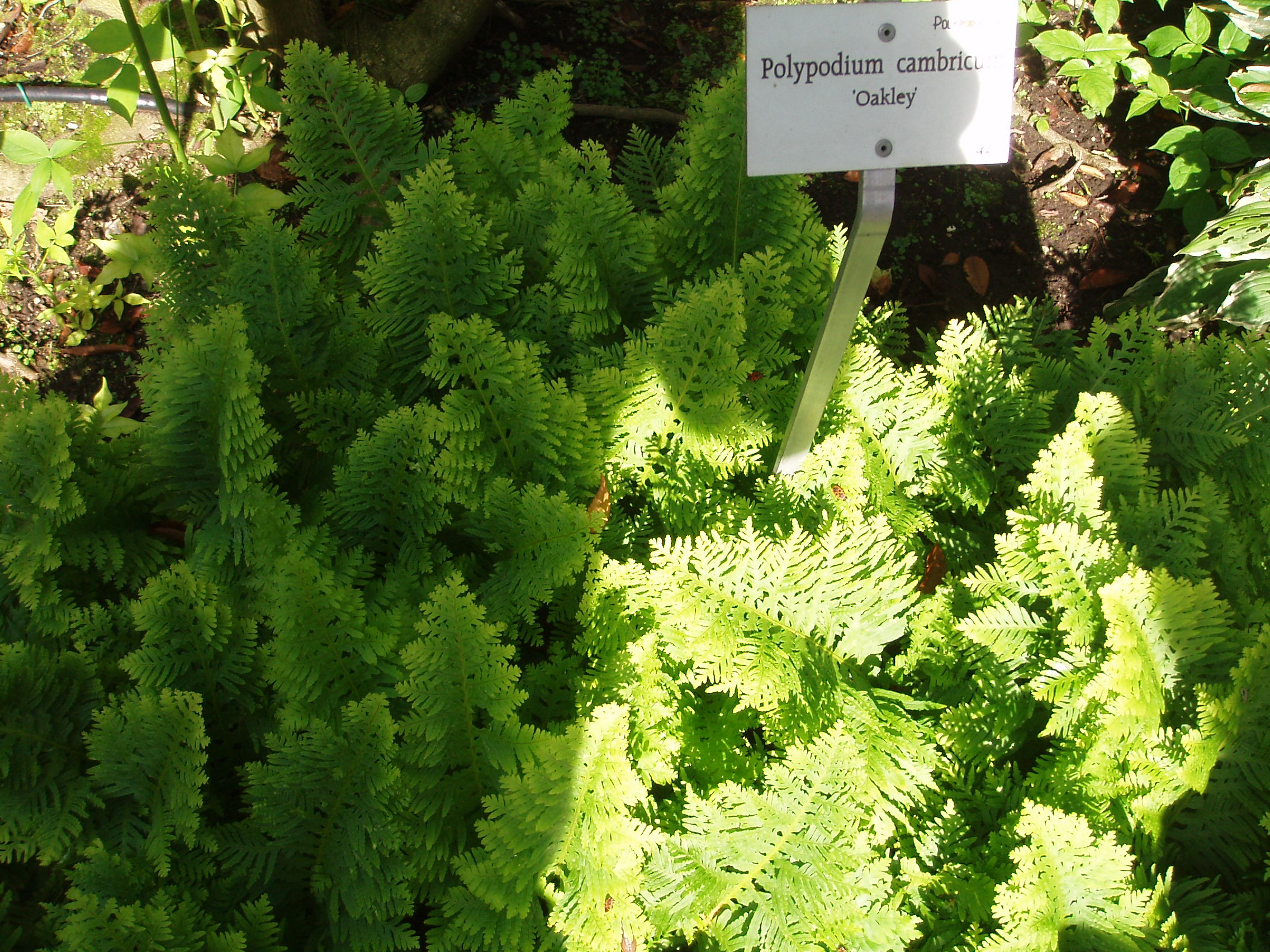

| Папороті | Це незавершена стаття про папороті. Ви можете допомогти проєкту, виправивши або дописавши її. |